# Timucuy
Timucuy es una localidad en el estado de Yucatán, México, cabecera del municipio homónimo. Se encuentra aproximadamente 30 km al sureste de la ciudad de Mérida, la capital del estado.

## Toponimia
El nombre de Timucuy significa en idioma maya: Lugar de la tórtola.

## Datos históricos
No se tienen datos respecto de la fundación de esta localidad pero sí se sabe que la región donde se ubica formó parte del cacicazgo o jurisdicción de Chakán antes de la conquista de Yucatán. 
Durante la colonia estuvo bajo el régimen de las encomiendas, estando a cargo de Pedro Álvarez en 1549, Gaspar Juárez de Ávila (1565) y Gertrudis Marín en 1724.

## Atractivos turísticos
- Hay un templo en el que se venera a San Gaspar que data del siglo XVII.

- En la localidad existen también vestigios arqueológicos de la cultura maya precolombina.

## Galería

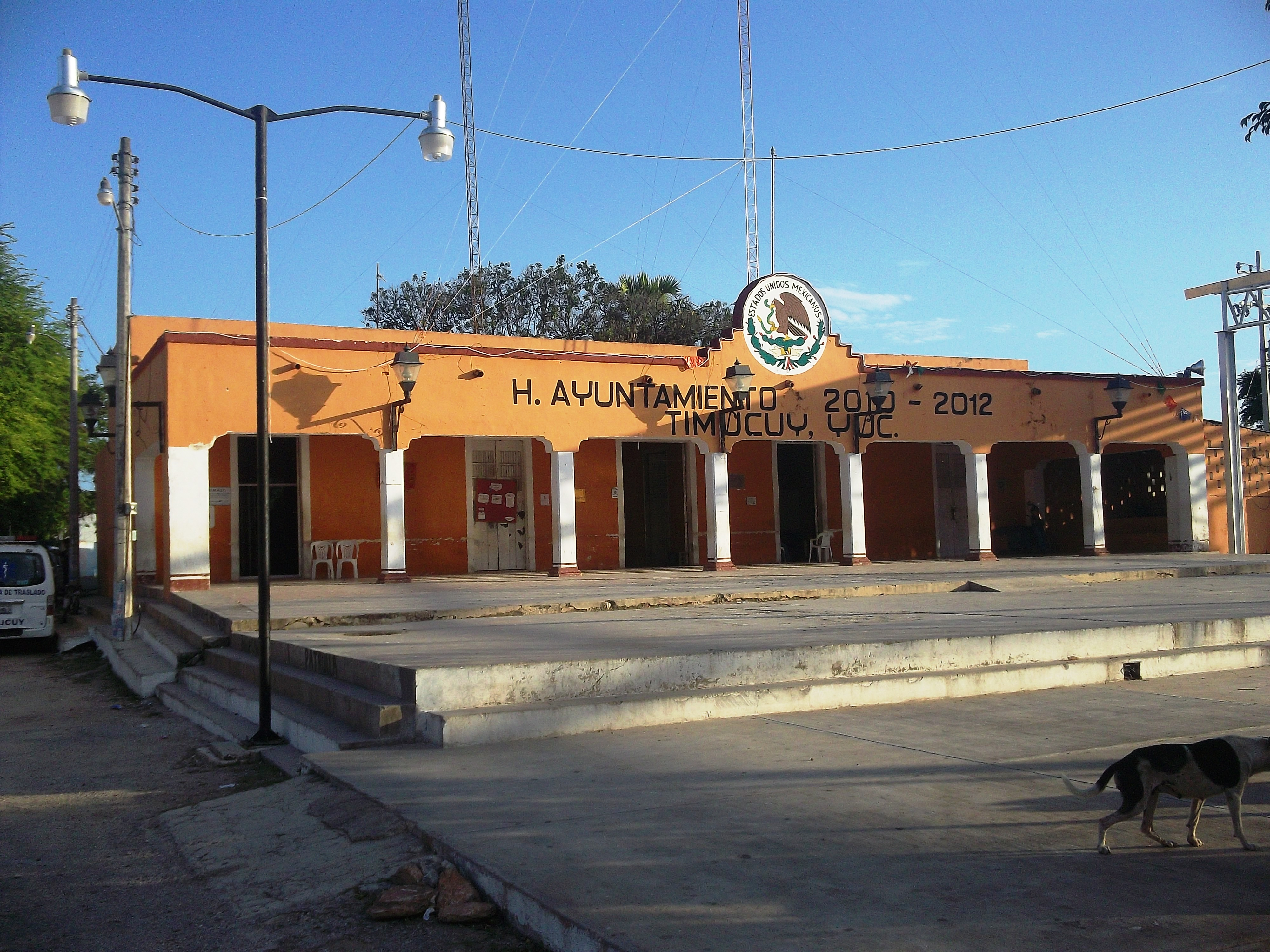
Palacio municipal de Timucuy.
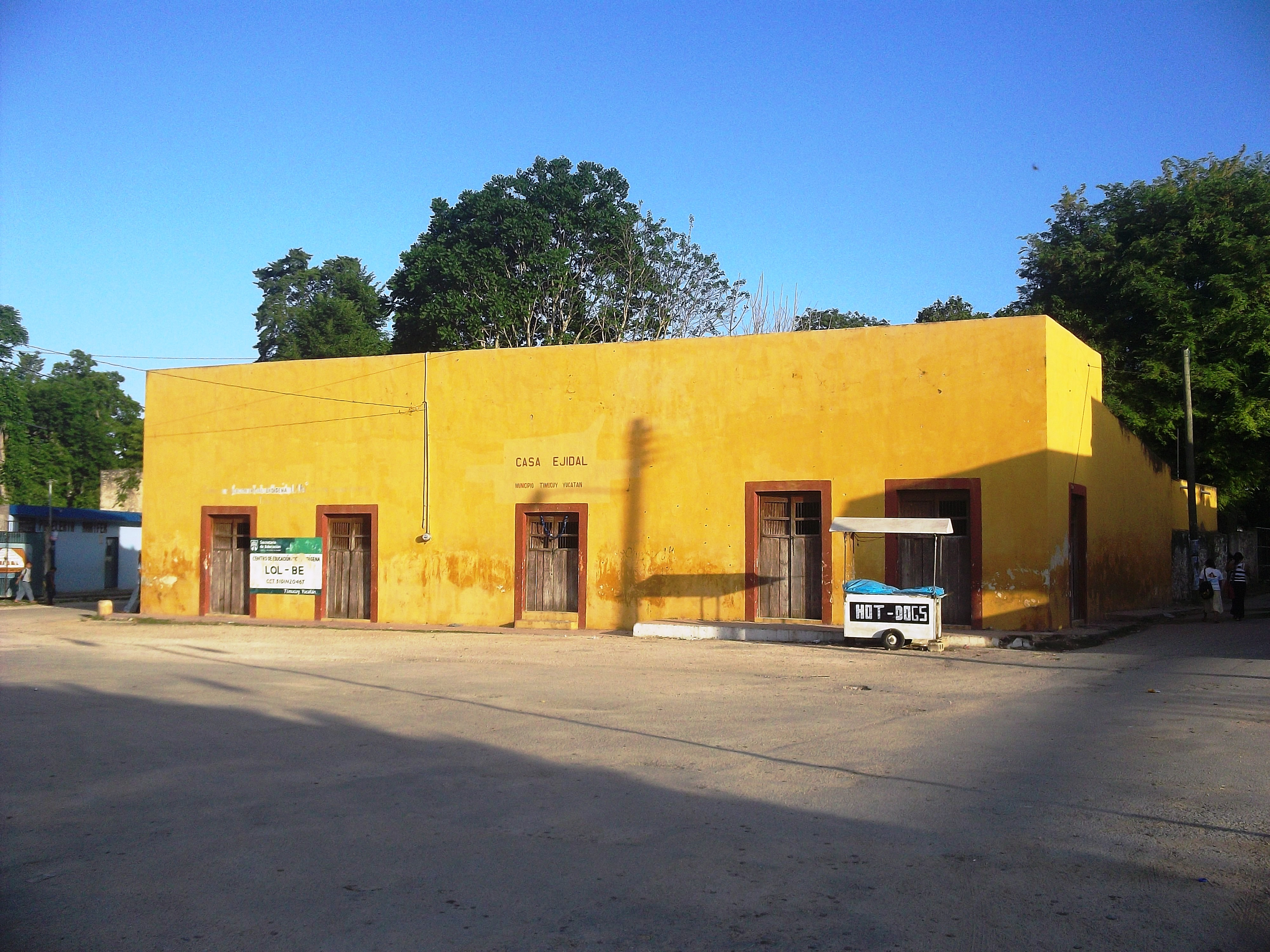
Casa ejidal de Timucuy.
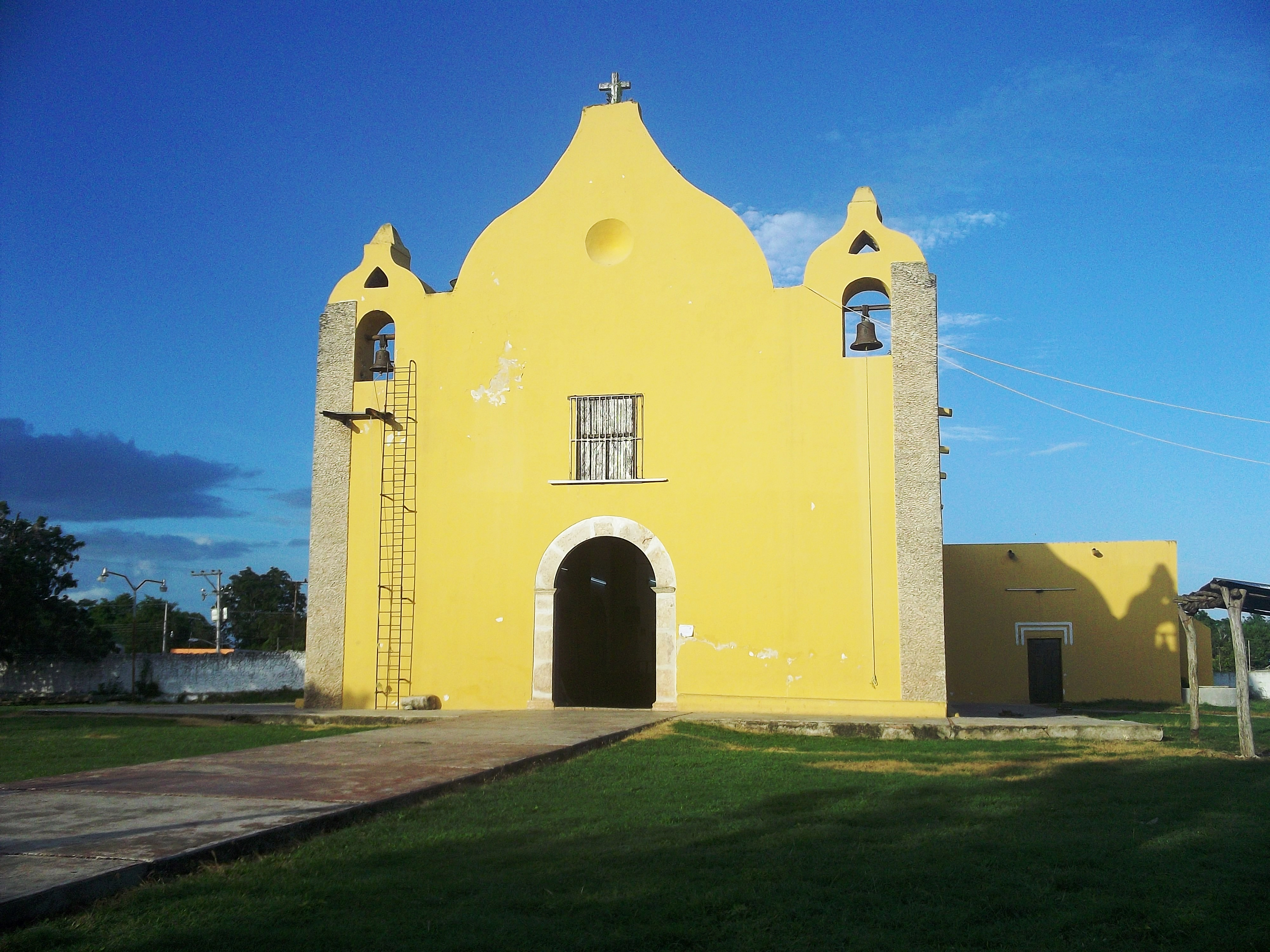
Iglesia principal de Timucuy.
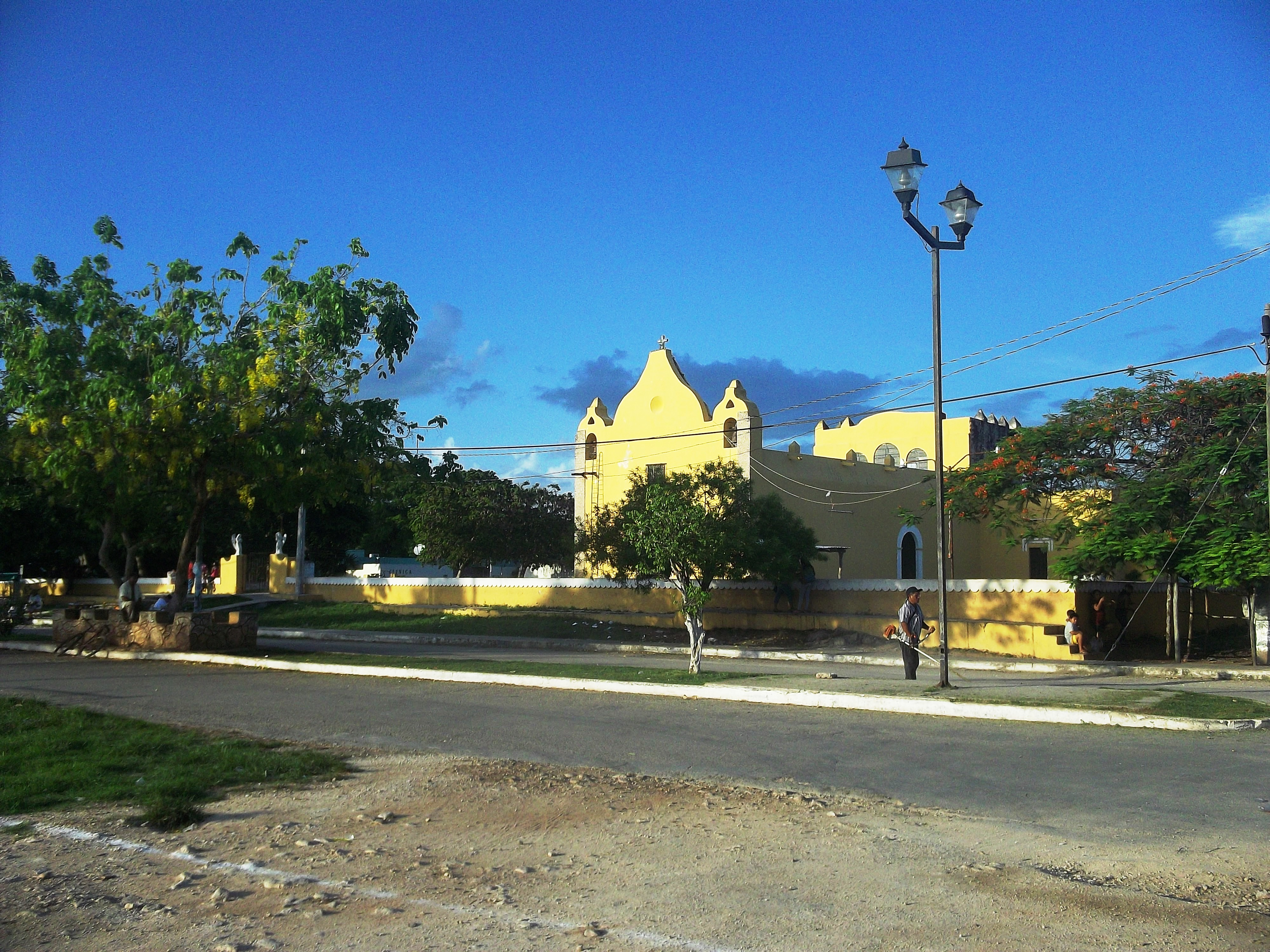
Iglesia principal de Timucuy.
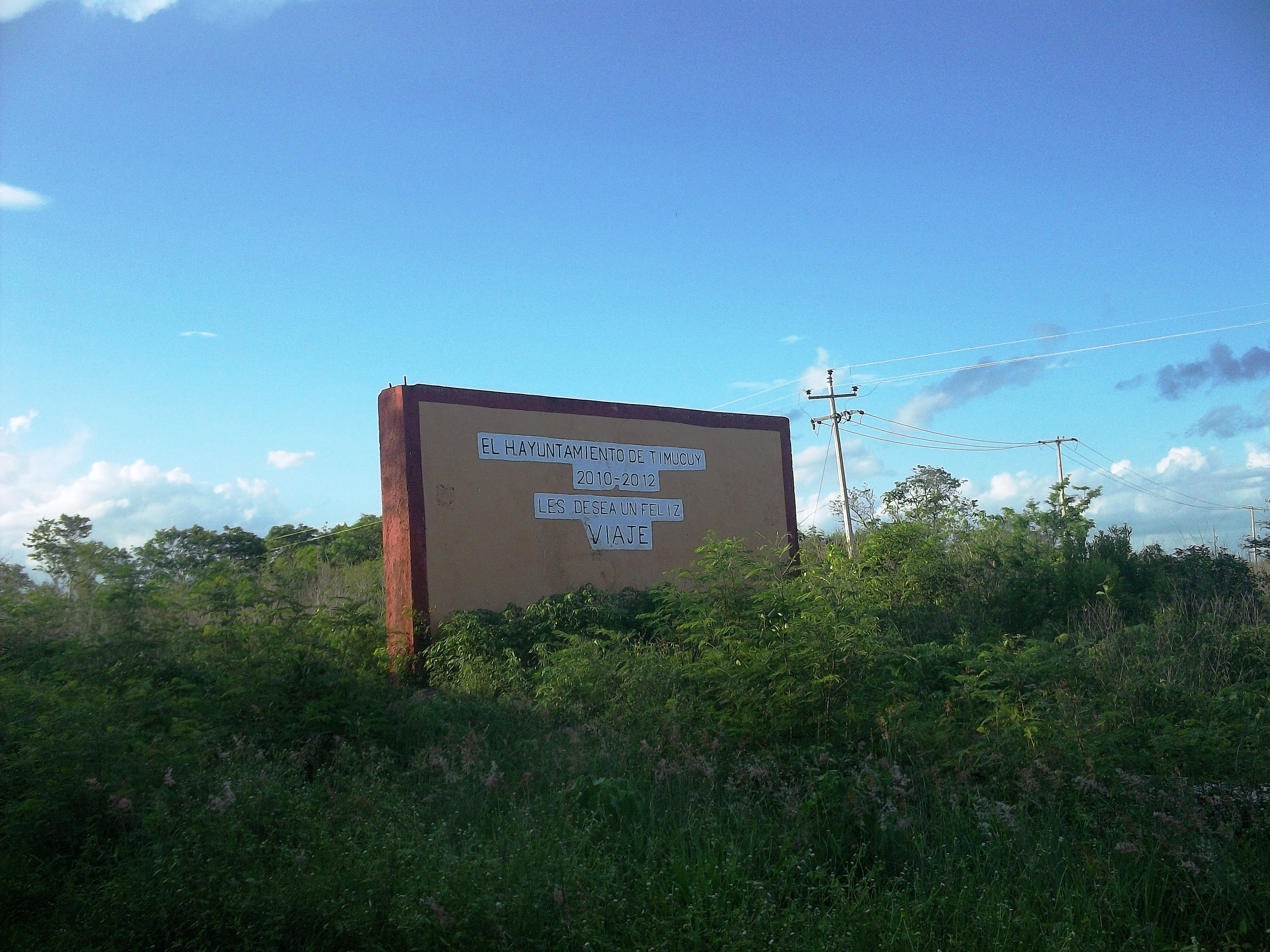
Salida de Timucuy.
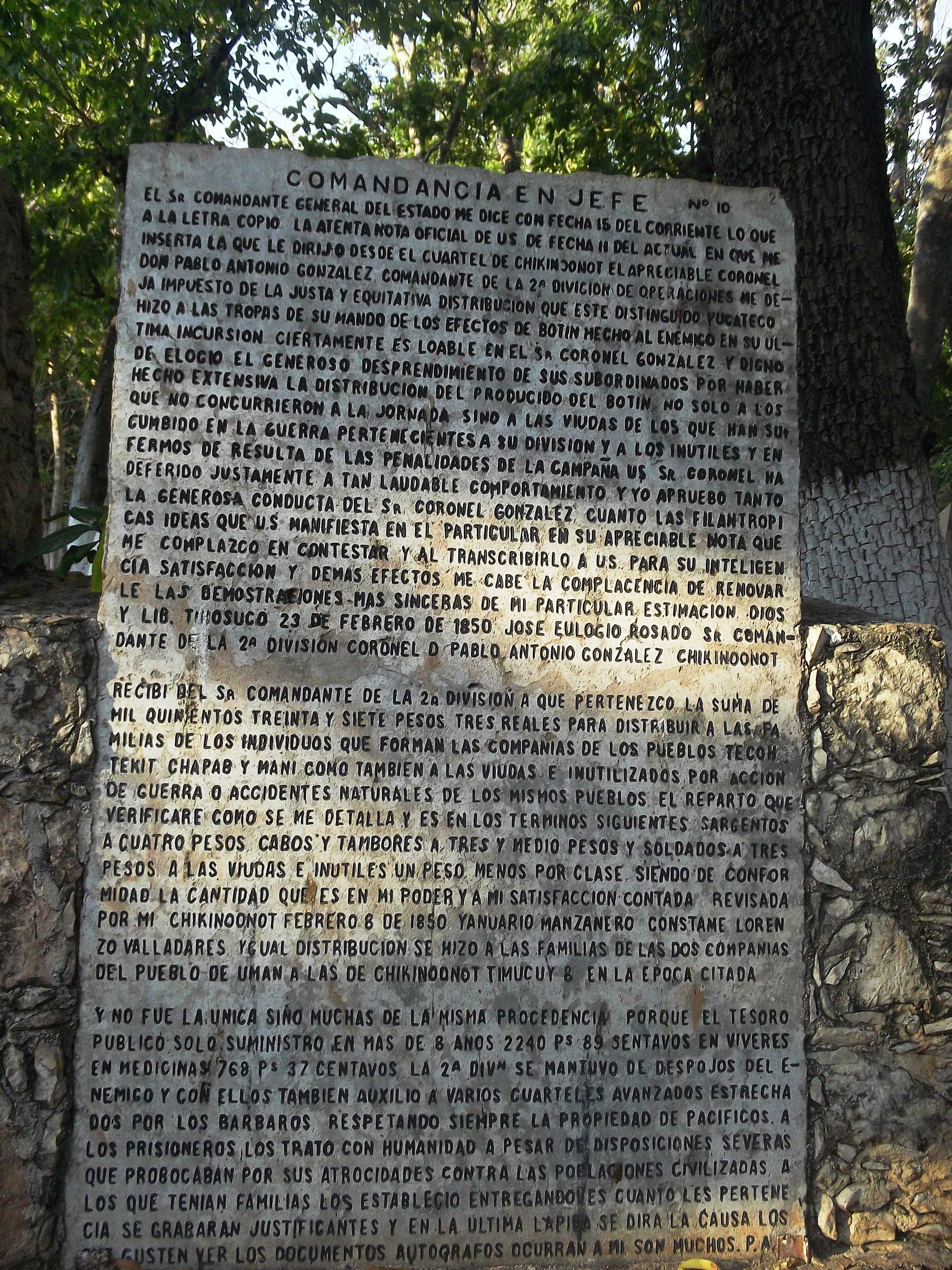
Piedra grabada que narra un episodio de la Guerra de Castas ocurrido en Timucuy.